# Comissió Islàmica d'Espanya
Comissió Islàmica d'Espanya' (CIE) és l'òrgan que representa la religió musulmana davant l'Estat espanyol en relació als acords fets entre aquests. Està formada per la Federació Espanyola d'Entitats Religioses Islàmiques i la Unió de Comunitats Islàmiques d'Espanya.

## Història
La Comissió Assessora de Llibertat Religiosa del Ministeri de Justícia espanyol va declara el 14 de juliol de 1989 la religió islàmica una religió d'arraigmanet notori a l'estat. A partir d'açò, es creà la Comissió Islàmica d'Espanya i signà l'Acord de Cooperació a Madrid el 28 d'abril de 1992, promulgat com a llei el 10 de novembre de 1992 (Lleu 26/1992 de les Corts Generals).
Més avant, el 7 de gener de 1997 els estatuts de la CIE foren modificats perquè tinguera l'operativitat suficient perquè desenvolupara els continguts acordats el 1992.
El 1998 hi havia 250 mesquites i oratoris integrats en la CIE.

## Estructura
Hi ha un Consell de Govern format per un president, un vicepresident, un secretari general, un delegat a Melilla, un a Ceuta i un a Catalunya. El consell està assistit per un Consell d'Assassorament Islàmic.
També hi ha una comissió permanent formada per un representat per cada cinc comunitats inscrites de cada federació de la CIE.